# Nuzonia
Nuzonia es un género de escarabajos  de la familia Chrysomelidae. En 1912 Spaeth describió el género. Contiene las siguientes especies:
- Nuzonia amazonica Borowiec, 2000
- Nuzonia atromaculata Borowiec, 2000
- Nuzonia brevicornis Borowiec, 1998
- Nuzonia ibaguensis Spaeth, 1912
- Nuzonia marginepunctata Borowiec, 2000